# Чжоу Яохэ
Чжоу Яохэ (кит. упр. 周尧和, пиньинь Zhōu Yáohé; 30 мая 1927, Пекин — 30 июля 2018 года, Шанхай) — китайский учёный-материаловед, специалист по литьевым технологиям; действительный член Академии наук КНР (с 1991 года).

## Биография и карьера
Родился в мае 1927 году в семье, происходящей из уезда уезда Шэньсянь провинции Хэбэй. Получил высшее образование на факультете машиностроения Университета Цинхуа (Пекин), закончив его в 1950 году. В 1953 году был направлен получать дополнительное образование в Московском институте стали и сплавов, защитив там в 1957 году диссертацию на степень кандидата технических наук.
Специализировался в кинетике затвердевания металлических сплавов при литье. Разработал новый метод литья, принятый для выплавки алюминия для аэрокосмической техники. В  1991 году был избран действительным членом Китайской академии наук по отделению техники и технологий.
Умер в июле 2018 года в возрасте 91 года в больнице Хуадун в Шанхае.